# Mastododera nodicollis
Mastododera nodicollis är en skalbaggsart som först beskrevs av Johann Christoph Friedrich Klug 1833.  Mastododera nodicollis ingår i släktet Mastododera och familjen långhorningar.
Artens utbredningsområde är Madagaskar. Inga underarter finns listade i Catalogue of Life.